# 마쓰오 바쇼
마쓰오 바쇼(일본어: 松尾 芭蕉, 1644년 ~ 1694년 11월 28일(음력 10월 12일)), 또는 마쓰오 주에몬 무네후사(일본어: 松尾 忠右衛門 宗房)는 에도 막부 전기의 시인이다. 아명은 긴사쿠(金作).
그의 생애 동안 바쇼는 공동 하이카이노 렌가 양식에서 그의 작품을 인정받고 있었다. 오늘날, 그는 당시 시대에 홋쿠라 불린 하이쿠의 명인으로 꼽히고 있다. 마쓰오 바쇼의 시는 국제적으로도 명성이 있으며, 일본에서 그의 시 중 대다수는 기념물이나 역사적 장소에서 재생산되고 있었다. 바쇼는 그의 홋쿠로 서구에서 유명하지만, 그 자신은 그의 최고의 작품이 렌쿠에 참여하고 주도하는 것에 있다고 믿었다. 그는 "많은 나의 제자들이 내가 할 수 있는 것처럼 홋쿠를 잘 쓸 수 있다. 내가 보여주는 내가 진짜 누구인지는 하이카이 구문과 연결되어 있다."라고 말했다.
바쇼는 어린 나이에 시에 입문했으며, 그 스스로를 에도의 지적인 풍경에 합침으로써, 그는 일본 전역에서 유명해졌다. 그는 교사로써 생계를 유지했지만, 그의 작품에 대한 영감을 얻기 위해 북쪽, 동쪽, 서쪽을 비롯한 일본 전역을 떠돌아다니며 문학계가 있는 사회적, 도시적 삶에서 벗어났다. 그의 시는 그 주위의 세계에 대한 직접적인 경험에 영향을 받았으며, 간단한 요소들을 통해 풍경에 대한 감정을 압축시켰다.

## 대표작
- 命二つの中に生きたる櫻哉//いのちふたつのなかにいきたるさくらかな//두사람의 운명이여 그 사이에 핀 벚꽃이런가 = 1685년작.
- 雲折々　人をやすむる　月見哉//くもおりおり　ひとをやすむる　つきみかな//구름이 잠시 달구경 하는 사람 쉴 틈을 주네 = 1685년작.
- 古池や蛙飛込む水の音//ふるいけやかわずとびこむみずのおと//오랜 못이여 개구리 뛰어들어 물치는 소리 = 1686년작.

## 관련 서적
- 《일본 하이쿠 선집》/마쓰오 바쇼 등 지음/오석윤 옮김/책세상/2006년
- 《바쇼의 하이쿠 기행 1~3》/마쓰오 바쇼 지음/김정례 옮김/244, 164, 160쪽/바다출판사/2008년
- 《바쇼의 하이쿠》/마쓰오 바쇼 지음/유옥희 옮김/민음사/2020년